# Grigore Mosteoru
Grigore Mosteoru, romunski general, * 1894, † 1991.